# Marcel Haedrich
Marcel Haedrich (Munster, 25 janvier 1913 – Paris 12e, 7 juillet 2003) est un journaliste français, chroniqueur à la radio et écrivain.

## Biographie
Né à Munster, il est le fils d'un employé, Eugène Haedrich et de Julie Grandpierron.
Devenu allemand après le rattachement de l’Alsace-Lorraine à l’Empire germanique en 1871, son père meurt au cours de la Première Guerre mondiale, le 15 novembre 1916 dans la Somme, sous l'uniforme de la Deutsches Heer.
En 1939, Marcel Haedrich est fait prisonnier et est expédié dans un Oflag près de Lübeck.
Libéré après six mois de captivité, il entre à Munster, puis passe en zone libre à Lyon où il travaille dans une usine de produits chimiques. Ayant déposé dans la boîte aux lettres du Figaro alors replié à Lyon, ses impressions de prisonnier de guerre rapatrié, le journal les publie. Son style ayant plu, il est engagé comme reporter par un magazine d'actualité. Il publie aussi chez un éditeur de Grenoble un livre sur les camps de prisonniers intitulé "Baraque III, chambre 12", lequel est traduit et publié pendant la guerre aux États-Unis.
Clandestin, résistant, il se lie d’amitié avec François Mitterrand et crée en 1944 le premier journal de la France (partiellement) libérée : L'Homme Libre. Le no 1 paraît le 6 juin 1944.
Il dirige ensuite Libres, à Paris, de 1944 à 1945.
Journaliste vedette de la « grande presse », il lance à la libération Samedi Soir.
Il a également été grand reporter à Paris-Presse de 1950 à 1953, a dirigé la rédaction de Marie-Claire lorsque le magazine se voit de nouveau publié en 1954, durant dix ans, et a été chroniqueur - éditorialiste à Europe 1 (émission : Midi 25, voici Marcel Haedrich).
Le 10 décembre 1985, il est fait chevalier de la Légion d'honneur, puis officier le 3 juin 1993.
Marcel Haedrich meurt à Paris le 7 juillet 2003 .
À sa demande, ses deux fils ont dispersé ses cendres dans la vallée de Munster.

## Œuvres
Romans, essais, récits, biographies...
- Baraque III, chambre 12 : récit de captivité, Les Éditions Variétés, Montréal, 1943.

- Prix Montyon 1945 de l’Académie française
- Les Petits vaincus, Bordas, Paris, 1946.
- Si j'avais voulu, R. Laffont, Paris, 1952.
- Les Évangiles de la vie, R. Laffont, Paris, 1953.
- Je veux, tu veux, il veut, R. Laffont, Paris, 1955.
- Drame dans un miroir, Denoël, Paris, 1958.
- Le Vrai procès de Monsieur Bill, B. Grasset, Paris, 1960.
- La Rose et les soldats, B. Grasset, Paris, 1961.
- Le Patron, B. Grasset, Paris, 1964.
- L'Entre-deux dieux, B. Grasset, Paris, 1967.
- Belle, de Paris, Éditions de Trévise, Paris, 1968.
- Midi 25, voici Marcel Haedrich, Éditions de Trévise, Paris, 1969.
- Et Moïse créa Dieu, R. Laffont, Paris, 1970.
- Coco Chanel secrète, R. Laffont, Paris, 1971.
- Mariorca, Flammarion, Paris, 1973.
- Seul avec tous, R. Laffont, Paris, 1973.
- Les Jumeaux de Kissingen, R. Laffont, Paris, 1975.
- Le Maréchal et la dactylo, R. Laffont, Paris, 1977.
- Romans alsaciens : nouvelles, Éditions de la Nuée bleue, Strasbourg, 1978.
- Une Enfance alsacienne ou le mal de Dieu, P. Belfond, Paris, 1978. Prix Saint-Simon 1978
- Adélaïde de Kergoust, P. Belfond, Paris, 1980.
- La Bande à Jésus ou Comment un homme devient Dieu : après 20 siècles de légendes, une vérité aussi forte, P.-M. Favre, Lausanne-Paris, 1982.
- Dieu a déménagé, P.-M. Favre, Paris, 1985.
- Coco Chanel, P. Belfond, Paris, 1987.
- Le Comte Bubu, P. Belfond, Paris, 1988.
- La Vraie mort du Général, Le Verger, Illkirch, 1990.
- Le Chemin de Damas, R. Laffont, Paris, 1992.
- Citizen Prouvost : le portrait incontournable d'un grand patron de la presse française, Filipacchi, Levallois-Perret, 1995.

Théâtre
- 1945 : L'Autre Aventure de Marcel Haedrich, mise en scène Jacques Erwin,  Théâtre l'Apollo.

## Référence
1. ↑  Relevé des fichiers de l'Insee
2. ↑  Télé 7 Jours n°71, semaine du 29 juillet au 4 août 1961, p.40 "Marcel Haedrich : le roman de l'an 40"